# Crisi de Renània

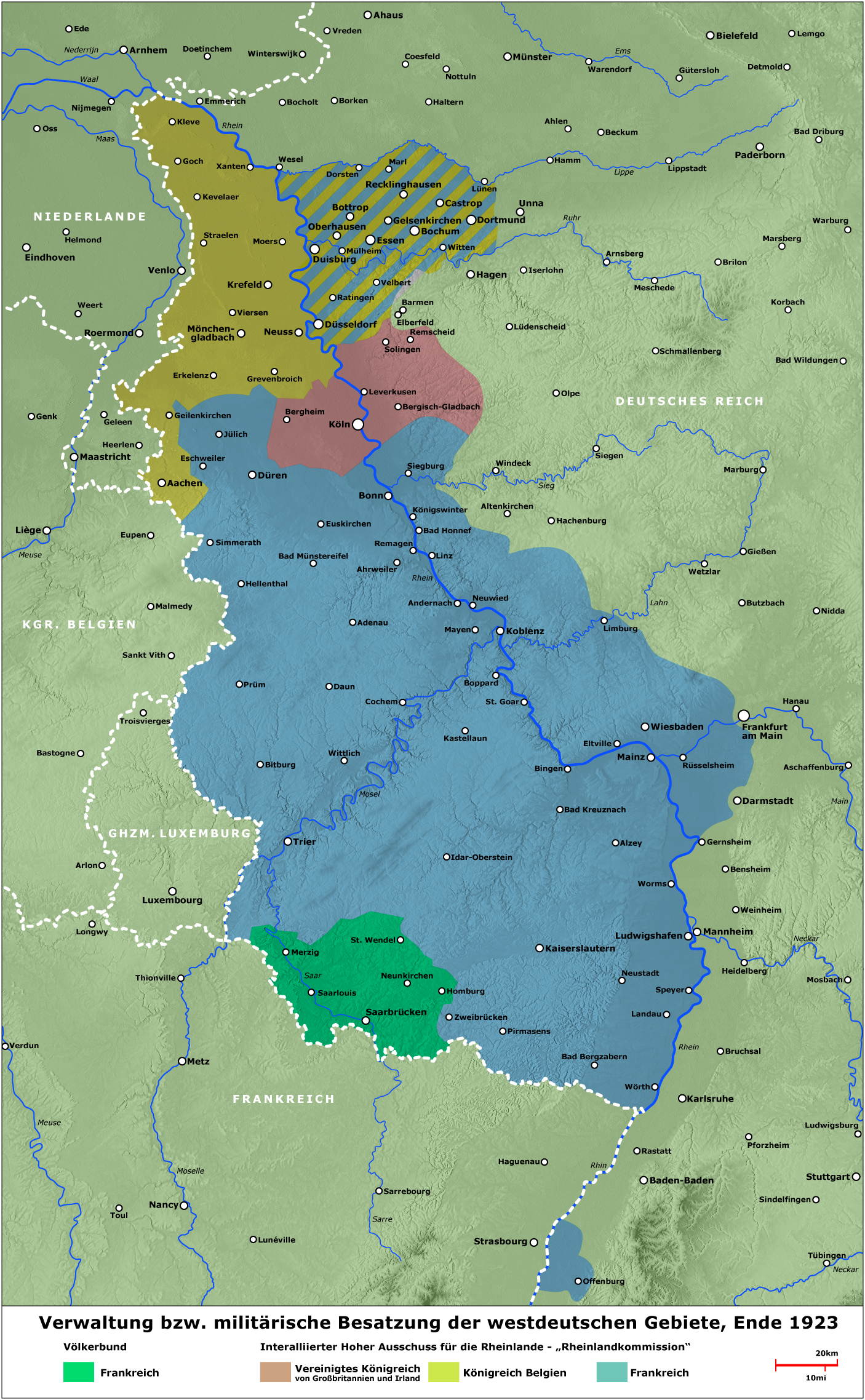
Territori alemany occidental sota administració militar el 1923

La crisi de Renània fou una crisi diplomàtica provocada per la remilitarització d'aquesta regió alemanya per decisió d'Adolf Hitler el 7 de març de 1936. El desplegament militar va ser escàs, i els mitjans fins i tot ridículs (els soldats es van desplaçar amb bicicleta), però el fet constituïa una violació del Tractat de Versalles i del més recent Pacte de Locarno.
La zona de Renània a l'est del Rin tenia importància estratègica davant qualsevol possible invasió tant de França cap a Alemanya com al contrari, al constituir el riu una barrera natural dintre de territori alemany. La regió havia estat ocupada per tropes aliades al final de la Primera Guerra Mundial, que es van retirar en 1930, cinc anys abans dels pactes, en una mostra de reconciliació cap a la república de Weimar, no sense deixar un ressentiment en la població local que va acollir amb entusiasme la remilitarització de Hitler. La crisi diplomàtica va durar poc i fou d'escassa entitat, car encara que l'exèrcit francès podria haver respost eficaçment i fàcil (de fet l'exèrcit alemany tenia ordres de no resistir i retirar-se donat el cas), els governs francès i britànic continuaven amb la política de pacificació que permetria a Hitler la incorporació d'Àustria i més endavant l'ocupació de Txecoslovàquia després de la crisi dels Sudets, seguint el seu expansionisme irredemptista que duria a la Segona Guerra Mundial.
El fet que el govern britànic no es reunís en cap de setmana i esperés a un dia ordinari per a tractar la crisi, i que el francès estigués en plenes eleccions no semblen circumstàncies de pes. Es va optar per minimitzar les conseqüències i acceptar els fets consumats.